# Mario Ludwig
Mario Ludwig (* 19. Juli 1957 in Heidelberg) ist ein deutscher Biologe und Autor.

## Leben
Mario Ludwig wurde als Sohn des Biologieprofessors Herbert W. Ludwig (1924–2002) und Anneliese Ludwig in Heidelberg geboren. Nach dem Abitur 1976 und einer zweijährigen Bundeswehrzeit studierte er Biologie und Sportwissenschaften an der Universität Heidelberg. Nach Diplom (1987) und Promotion (1991) arbeitete er bis 1992 als Wissenschaftlicher Angestellter am Zoologischen Institut der Universität Heidelberg. Von 1992 bis 2023 war er in leitender Funktion bei der Kommunalen Aktionsgemeinschaft zur Bekämpfung der Schnakenplage (KABS), einem in drei Bundesländern tätigen Zweckverband von über 100 Städten, Gemeinden und Landkreisen tätig, dessen Aufgabe es ist, die Stechmückenplage im Oberrheingebiet mit umweltverträglichen Mitteln auf ein erträgliches Maß zu reduzieren – zuletzt als regionaler Gebietsleiter für Rheinland-Pfalz.
1994 wurde er von der Industrie- und Handelskammer Karlsruhe zum „öffentlich bestellten und vereidigten Sachverständigen für Schädlingsbekämpfung und Gewässergüte“ ernannt. Es folgte eine umfangreiche Gutachtertätigkeit für diese beiden Sachgebiete. 
Einer breiteren Öffentlichkeit bekannt wurde Mario Ludwig als Autor mehrerer Sachbuch-Bestseller, in denen er sich unterhaltsam und humorvoll mit den Phänomenen der Natur auseinandersetzt. Mit Tiere auf Wohnungssuche begann sein Weg im Jahr 1993 als Sachbuchautor. Ludwigs Bücher wurden bisher in 5 Sprachen (ungarisch, polnisch, tschechisch, slowakisch, koreanisch) übersetzt. 
Mario Ludwig ist häufig Gast in TV-Talkshows und anderen Fernseh- und Hörfunksendungen und ist auch als Dozent, Vortragsredner und Interviewpartner gefragt.
Seit 1998 wohnt und lebt Mario Ludwig zusammen mit seiner Frau, einer Rechtsanwältin und Immobilieninvestorin, in Karlsruhe-Mühlburg.

## Schriften
- 1993 Tiere auf Wohnungssuche.Deutscher Landwirtschaftsverlag, Berlin,  ISBN 3-331-00-660-2.
- 2000 Neue Tiere in der heimischen Natur. BLV, München, ISBN 3-405-15776-5.
- 2003 Tiere und Pflanzen unserer Gewässer. BLV, München, ISBN 3-405-16487-7.
- 2004 Erlebnisplaner Natur. BLV, München, ISBN 3-405-16677-2.
- 2004 Tiere im Gartenteich. BLV, München, ISBN 3-405-16712-4.
- 2005 Von Drachen, Yetis und Vampiren: Fabeltieren auf der Spur. BLV, München, ISBN 3-405-16679-9.
- 2005 Natur: Rätsel, Fakten und Rekorde. BLV, München, ISBN 3-405-16911-9.
- 2006 Die 55 gefährlichsten Tiere der Welt. BLV, München, ISBN 978-3-8354-0095-5.
- 2006 Die Erde: Rätsel, Fakten und Rekorde. BLV, München, ISBN 978-3-8354-0141-9.
- 2007 Küsse, Kämpfe, Kapriolen: Sex im Tierreich. BLV, München, ISBN 978-3-8354-0142-6.
- 2007 Welcher Bär frisst Zyankali? BLV, München, ISBN 978-3-8354-0222-5.
- 2008 Die berühmtesten Tiere der Welt. BLV, München, ISBN 978-3-8354-0319-2.
- 2008 Unglaubliche Geschichten aus dem Tierreich. BLV, München, ISBN 978-3-8354-0358-1.
- 2009 Der  BLV Tierführer Translunarien. BLV, München, ISBN 978-3-8354-0320-8.
- 2009 Papa ist schwanger: Kuriose Geschichten über besondere Tierväter. BLV, München, ISBN 978-3-8354-0478-6.
- 2009 Die 66 verrücktesten Tierstimmen der Welt. BLV, München, ISBN 978-3-8354-0561-5.
- 2010 Invasion: Wie fremde Tiere und Pflanzen unsere Welt erobern. Ulmer, Stuttgart, ISBN 978-3-8001-6947-4.
- 2011 Natur erleben Monat für Monat: Heimische Tiere und Pflanzen entdecken. BLV, München, ISBN 978-3-8354-0757-2.
- 2011 Die Wanderbibel: Alles übers Bergwandern, Weitwandern, Nacktwandern und Stadtwandern, zusammen mit Matthias Kehle. Heyne, München, ISBN 978-3-453-60185-7.
- 2012 Faszination Menschenfresser. Heyne, München, ISBN 978-3-453-60231-1.
- 2015 Wildnis Eiche. Frederking & Thaler, München, ISBN 978-3-954-16143-0.
- 2015 Genial gebaut! Von fleißigen Ameisen und anderen tierischen Architekten. Theiss Verlag, Darmstadt, ISBN 978-3-806-23145-8.
- 2017 Gut gebrüllt! Die Sprache der Tiere. Theiss Verlag, Darmstadt, ISBN 978-3-8062-3483-1.
- 2017 Natur ganz nah. BLV, München, ISBN 978-3-8354-1723-6.
- 2018 Mein Leben als Dosenöffner. Theiss Verlag, Darmstadt, ISBN 978-3-8062-3767-2.
- 2019 Tierische Jobs. Theiss Verlag, Darmstadt, ISBN 978-3-8062-3964-5.
- 2021 Das Familienleben der Tiere. wbg Theiss, Darmstadt ISBN 978-3-8062-4154-9.
- 2021 Fearless Femals. Die weibliche Seite der Tierwelt. te Neues Verlag, Augsburg ISBN 978-3-961-7135-23.
- 2022 Raritas. Die geheime Welt einzigartiger Inseltiere. te Neues Verlag, Augsburg ISBN 978-3-961-7139-12.
- 2023 Zwischen Himmel und Herde. Konradsblatt, Karlsruhe ISBN 978-3-7617-0008-2.

## Podcast
- Tiergespräch/Grünstreifen
- Wie die Tiere